# Kîrîiivka, Liubar
Kîrîiivka (în ucraineană Кириївка) este un sat în comuna Avratîn din raionul Liubar, regiunea Jîtomîr, Ucraina.

## Demografie
Componența lingvistică a localității Kîrîiivka
     Ucraineană (99,67%)
     Alte limbi (0,33%)
Conform recensământului din 2001, majoritatea populației localității Kîrîiivka era vorbitoare de ucraineană (99,67%), existând în minoritate și vorbitori de alte limbi.